# Casais das Boiças
Casais das Boiças é uma aldeia pertencente à freguesia de Alcoentre, município de Azambuja e distrito de Lisboa.
Nesta aldeia estão localizadas a Ponte da Ermida e a Quinta da Ameixoeira.

## Património
- Fonte de Casais das Boiças
- Ponte romana da Ermida

## Actividades económicas
As actividades económicas de Casais das Boiças são a agricultura, a viticultura e o comércio.